# Knives Out (film)
Knives Out är en amerikansk mysteriefilm från 2019 skriven, producerad och regisserad av Rian Johnson. Filmen beskrivs som en modern pusseldeckare och skildrar en dysfunktionell familj vars patriark blir mystiskt mördad och en mästerdetektiv försöker lösa mordet. Filmens roller spelas av Daniel Craig, Chris Evans, Ana de Armas, Jamie Lee Curtis, Michael Shannon, Don Johnson, Toni Collette, Lakeith Stanfield, Katherine Langford, Jaeden Martell och Christopher Plummer.
Knives Out hade världspremiär vid Toronto International Film Festival den 7 september 2019, och hade biopremiär i USA den 27 november samma år och i Sverige den 29 november. Filmen fick flera positiva recensioner, där recensenterna berömde filmens manus, regi och skådespel, och drog in över 124 miljoner dollar från hela världen. Inför Golden Globe-galan 2020 fick filmen tre nomineringar, bland annat för Bästa film – musikal eller komedi.
I mars 2021 betalade Netflix 469 miljoner dollar för rättigheterna till två uppföljare skrivna och regisserade av Johnson, där Craig återupptog sin roll. Den första, Glass Onion: A Knives Out Mystery, släpptes 2022.

## Rollista
| - Daniel Craig − Benoit Blanc - Chris Evans − Hugh Ransom Drysdale - Ana de Armas − Marta Cabrera - Jamie Lee Curtis − Linda Drysdale - Michael Shannon − Walter "Walt" Thrombey - Don Johnson − Richard Drysdale - Toni Collette − Joni Thrombey - Lakeith Stanfield − Detektivlöjtnant Elliot - Katherine Langford − Megan "Meg" Thrombey - Jaeden Martell − Jacob Thrombey - Christopher Plummer − Harlan Thrombey | - Noah Segan − Trooper Wagner - Edi Patterson − Fran - Riki Lindhome − Donna Thrombey - K Callan − Wanetta "Great Nana" Thrombey - Frank Oz − Alan Stevens - M. Emmet Walsh − Mr. Proofroc - Marlene Forte − Mrs. Cabrera - Shyrley Rodriguez − Alicia Cabrera - Raúl Castillo − Polis - Joseph Gordon-Levitt − Detektiv Hardrock |